# Teen Court: 10-dai saiban
Teen Court: 10-dai saiban (ティーンコート～10代裁判～?) è un dorama del 2012 andato in onda sul canale NTV.
La serie è ispirata al sistema dei teen court presenti negli Stati Uniti. Il sistema dei Teen courts permette agli adolescenti che hanno commesso reati minori di vedere le loro cause trattate dai loro coetanei. Questi tribunali generalmente comminano sentenze di servizio alla comunità, secondo i principi della giustizia riparativa.

## Trama
La studentessa di scuola superiore Misato Niyakouji svolge il ruolo di pubblico ministero in un tribunale di adolescenti. Insieme al compagno di classe Saburo Takada si mette a indagare su vecchi casi per appagare la propria curiosità e finirà così per scoprire i veri colpevoli.

## Interpreti e Personaggi

### Principali
- Ayame Gōriki: Misato Niyakouji
- Kōji Seto: Saburo Takada
- Eri Murakawa: Maho Okazaki
- Ren Mori: Hayato Isogai
- Hiroki Konno: Hiroo Hasebe
- Kensuke Owada: Kengo Kadawa
- Mikihisa Azuma: Takashi Matsudaira
- Beverly Maeda: Reiko Sasakura

### Secondari
- Fujiko Kojima: Yui Teranishi (ep.1-2)
- Shinnosuke Mitsushima: Kota Takaishi (ep.3-4)
- Yuki: Yasue Mizuno (ep.3-4)
- Tōko Miura: Akane Sato (ep.3-4)
- Yukito Nishii: Yuichiro Konoe (ep.5-6)
- Minehiro Kinomoto: Shota Kurata (ep.7)
- Rakuto Tochihara: Kunio Sakai (ep.7)
- Shuku Muneda: Uno (ep.7)
- Motoki Ochiai: Suetsugu Hattori (ep.8-9)
- Shigemitsu Ogi: Ichiro Yushima (ep.8-9)
- Mansaku Ikeuchi: Masatoshi Kaga (ep.10)
- Rei Okamoto: Mariko Mizumoto (ep.10)
- Shion Sato: Daisuke Yamada (ep.10)
- Tomoya Warabino: Toru Shinohara (ep.10)

## Episodi
| Nº | Titolo internazionale Giapponese 「Kanji」 - Rōmaji | In onda          | In onda |
| Nº | Titolo internazionale Giapponese 「Kanji」 - Rōmaji | Giapponese       |         |
| 1  | The revelation of the reason why a high school girl committed a crime! Teen court trial starts now!! 「女子高生検事が犯罪を暴く! 10代裁判開廷!!」 - Mesukōsei kenji ga hanzai o abaku! 10-Dai saiban kaitei!! | 10 gennaio 2012  |         |
| 2  | The aim of the thieves is to poison. A totally unexpected criminal charge 「窃盗犯の狙いは毒物 奇想天外な論告求刑」 - Settō-han no nerai wa dokubutsu kisōtengaina ronkoku kyūkei                             | 17 gennaio 2012  |         |
| 3  | The schoolgirl molestation case 「女子高生痴漢裁判」 - Mesukōsei chikan saiban | 24 gennaio 2012  |         |
| 4  | Is the alleged molester guilty or not? 「痴漢犯は白か黒か」 - Chikan-han wa shiro ka kuro ka | 31 gennaio 2012  |         |
| 5  | A showdown between two genius lawyers! 「対決! 天才弁護士」 - Taiketsu! Tensai bengoshi | 7 febbraio 2012  |         |
| 6  | Talking bad about someone 「悪い奴ほどよく語る!」 - Warui Yatsu hodo yoku kataru! | 14 febbraio 2012 |         |
| 7  | The 15 testimonies to uncover the real bully 「いじめを暴く15の証言」 - Ijime o abaku 15 no shōgen | 21 febbraio 2012 |         |
| 8  | The secret of an enthusiastic teacher 「熱血教師の秘め事」 - Nekketsu kyōshi no himegoto | 28 febbraio 2012 |         |
| 9  | The roar of a lion-man!? 「ライオン男の雄叫び!?」 - Raion otoko no otakebi! ? | 6 marzo 2012     |         |
| 10 | The 20 consecutive shoplifting incidents 「20の連続万引き事件」 - 20 no renzoku manbiki jiken | 13 marzo 2012    |         |
| 11 | A love confession from the prosecutor!? 「求刑は愛の告白!?」 - 2Kyūkei wa ai no kokuhaku! ? | 20 marzo 2012    |         |